# Wybory parlamentarne na Cyprze w 2016 roku
Wybory parlamentarne na Cyprze w 2016 roku odbyły się 22 maja 2016. W ich wyniku wyłoniono 56 posłów do Izby Reprezentantów, trzy pozostałe miejsca w parlamencie zarezerwowane pozostały dla przedstawicieli mniejszości religijnych.
W wyborach zwyciężyło centroprawicowe Zgromadzenie Demokratyczne wspierające prezydenta Nikosa Anastasiadisa. Pomimo podwyższenia progu wyborczego z 1,8% do 3% do parlamentu weszło osiem ugrupowań – o dwa więcej niż w wyborach w 2011. Cztery największe ugrupowania otrzymały niższe poparcie niż pięć lat wcześniej.
Do głosowania było uprawnionych 543 186 osób, oddano 362 542 głosy w tym 11 153 głosów nieważnych lub pustych. Frekwencja wyniosła 66,74% głosów.

## Wyniki
| Lista wyborcza                  | Głosy   | %      | Mandaty | Zmiana |
| ------------------------------- | ------- | ------ | ------- | ------ |
| Koalicja Demokratyczna          | 107 825 | 30,69  | 18      | –2     |
| Postępowa Partia Ludzi Pracy    | 90 204  | 25,67  | 16      | –3     |
| Partia Demokratyczna            | 50 923  | 14,49  | 9       | ±0     |
| Ruch na rzecz Socjaldemokracji  | 21 732  | 6,18   | 3       | –2     |
| Sojusz Obywatelski              | 21 114  | 6,01   | 3       | +3     |
| Ruch Solidarnościowy            | 18 424  | 5,24   | 3       | +1     |
| Ruch Ekologiczny i Środowiskowy | 16 909  | 4,81   | 2       | +1     |
| Narodowy Front Ludowy           | 13 041  | 3,71   | 2       | +2     |
| Pozostałe partie i niezależni   | 11 217  | 3,18   | 0       | ±0     |
| Razem głosy ważne               | 351 389 | 96,92% | 56      | –      |